# Храбровицкий, Даниил Яковлевич
Даниил Яковлевич Храброви́цкий (28 июня 1923, Ростов-на-Дону, Донская область — 1 марта 1980, Москва) — советский кинорежиссёр и сценарист. Заслуженный деятель искусств РСФСР (1974). Лауреат Государственной премии РСФСР им. братьев Васильевых (1966).

## Биография
Родился 28 июня 1923 года в Ростове-на-Дону в семье фотографа Якова Данииловича Храбровицкого (1882—?). В начале Великой Отечественной войны был с родителями эвакуирован в Коканд, где окончил среднюю школу. Участник Великой Отечественной войны.
В 1947 году окончил три курса Литинститута имени А. М. Горького в Москве. Литературную деятельность начал в 1940 году. Работал в редакции газет «Пионерская правда» и «Комсомольская правда». В 1957 году окончил Высшие сценарные курсы. Ученик Е. И. Габриловича.
В 1962—1964 годах читал лекции по кинодраматургии, 1969—1970 годах вел сценарную мастерскую на Высших курсах сценаристов и режиссёров. Избирался членом правления Союза кинематографистов СССР. Член КПСС с 1977 года.
Жена Екатерина Ивановна Захода (1919—1994), актриса; дочери Елена (1946—1994) и Наталья (род. 1957).
С 1962 года жил с семьей в ЖСК «Советский писатель»: 2-я Аэропортовская улица, д. 16, корпус 3 (с 1969: Красноармейская улица, д. 23).
Скончался 1 марта 1980 года в Москве. Похоронен на Кунцевском кладбище (участок № 10).

## Фильмография

### Сценарист
- 1957 — Четверо
- 1959 — Всё начинается с дороги
- 1959 — Исправленному верить
- 1961 — Девять дней одного года
- 1961 — Чистое небо
- 1969 — Почтовый роман
- 1977 — Пока бьётся сердце (пьеса, запись спектакля Ленинградского академический театра драмы им. А. С. Пушкина)

### Сценарист и режиссёр
- 1965 — Перекличка
- 1972 — Укрощение огня
- 1974 — Повесть о человеческом сердце
- 1979 — Поэма о крыльях

## Награды и премии
- Орден Трудового Красного Знамени[6]
- Медаль «За трудовую доблесть» (1950)[9]
- Государственная премия РСФСР имени братьев Васильевых (1966) — за сценарий фильма «Девять дней одного года» (1961)
- Гран-при «Хрустальный глобус» на МКФ в Карловых Варах — за фильм «Укрощение огня» (1972)
- Гран-при «Серебряная сирена» на МКФ в Сорренто — за фильм «Укрощение огня» (1972)
- Заслуженный деятель искусств РСФСР (1974)